# 水滸伝 (漫画)
『水滸伝』（すいこでん）は、横山光輝の漫画。1967年から1971年にかけて潮出版社の『希望ライフ』および『希望の友』に連載された。

## 概要
本作は、中国四大奇書の1つである『水滸伝』（水滸傳）を漫画化したものであり、横山の漫画作品において中国歴史ものの第1作にあたる。百二十回本を準拠にほぼ原作に忠実に進行するが、後年の『三国志』に比べると遥かにコンパクトなこともあり（それでも当時の少年漫画としてはかなり長大な構想だった）随所に改変、省略が見られる。少年誌という性格上残虐描写、性描写はほとんど削られており、また、当時は日中国交正常化前だったため資料不足からか、細かな誤りも見受けられる。
現在、単行本全8巻、文庫版全6巻が発行されている（単行本のうち本編は第7巻までで、8巻には後に描かれた武松、項充、樊瑞をそれぞれ主人公とした外伝3本が収められている。文庫版には4 - 6巻の巻末に1話ずつ収められている）。また、2011年3月5日から8月5日まで1冊ずつ決定版（B6判）も全6巻発売された。
1973年から1974年にかけて日本テレビで放送されたテレビドラマ『水滸伝』は本作を原案としており、オープニングで原案：横山光輝とクレジットされている。

## 登場人物

### 好漢
晁蓋
原典の描写通り壮年で精悍な顔立ちの長者然とした容姿に描かれ、役割や出番も原典とほぼ同様。ただ、原典では他の無頼漢から宋江ばかりが持ち上げられがちになっていたのに対し、晁蓋も尊崇されているという描写が増えている。例として、原典では宋江の説得に応じて梁山泊への入山を了承した彭玘・凌振は、本作では晁蓋の説得を聞き入れている。
十万貫（生辰綱）強奪事件が発覚したきっかけは、白勝が捕らえられたためではなく（本作では白勝は一味に加わっていない）、一部始終を見ていた食客のやくざ者（原作では、官軍の何濤の弟・何清）が密告したためとなっている。
宋江
容姿は角ばった感じの顔で初めは目が細かったが、次第に見開く感じとなり、髭は生やしてない。
原作の偽善的側面はほとんど払拭されており、しかも手裏剣を使いこなし数十人の官兵とも互角に渡り合うなどかなり豪傑的人物になっている。
最初に殺人者としてお尋ね者になった動機は、晁蓋の十万貫（生辰綱）強奪事件を見逃したことを知られ、その相手を殺してしまったためということは原作と共通しているが、本作ではその相手が妾の閻婆借ではなく（本作では閻婆借は登場しない）、名うてのやくざ者（上記の晁蓋達の件を密告した者）ということになっている。
江州の服役中には、奸臣の黄文柄に冤罪に陥れられるが、晁蓋らの救出で下記の戴宗とともに、黄文柄を刺殺した。
盧俊義
長身で長い顎鬚。ほぼ原作通りだが、北京大名府陥落の際には、燕青に連行された番頭の李固と密通して、自分を葬ろうとした妻の賈氏を自ら手討ちした。
その後の曾頭市軍との戦いでは、晁蓋を死に至らしめた史文恭と遭遇し、一騎打ちの末に討ち取る。
呉用
基本的に「呉学人」や「呉先生」または「軍師」と呼ばれている（文庫版第4巻と外伝で呉用と呼ばれたことがある）。小柄で外見的に若い容貌で、髭は生やしてなく糸目。原作にもあったお茶目な人間性がやや誇張されている。
公孫勝
終始「一清道人」と呼ばれている（ただ、樊瑞の外伝で、公孫勝と呼ばれたことがある）。こちらも小柄で丸坊主、ガリガリで目つきはギョロリとしている。当初はチンピラのようなやや粗野な性格だったが、文庫版第3巻以降は、落ち着いて多少貫禄がついてきた。道士というより禅寺の修行僧のような衣装をしている。後述するが作者が彼と劉唐を混同していたらしく始めは妖術が使えず拳法で戦っていた。途中山に戻ってから術が使えるようになる。
林冲
登場するたびどんどん若返り、著者の次作の『三国志』の劉備と容貌がそっくりになる（ちなみに脚本家の三谷幸喜は『三国志文庫版』のあとがきで、劉備がどうしても林冲に見えてしまい好きになれなかったと語っている）。
行動などはほぼ原作通りだが得物が蛇矛ではなく棍になっている（本作では林冲暗殺の首謀者が、原作での友人の陸謙とは触れてない）。
また、原作では「小張飛」と渾名されるように虎のような額を持ち、容貌は張飛と比較されており、上記の劉備のような容貌とは、大いに異なる。
高廉配下の千直を棍で打ち落としている（原作では「于直」で蛇矛で討ち取っている。なお、コミックス5巻ｐ65では「千直」だが、文庫版4巻ｐ84では「于直」となっている）。
ドラマ版の『水滸伝』では彼が主人公となっている（ただし、名前は「林中」）。
秦明
詳しい理由は不明だが（愛用の武器である狼牙棒の形状がわからなかった可能性もある）、彼の出番はすべて部下の黄信に置き換えられている。しかし実は祝家荘討伐編で、彼の名前とそれらしき甲冑姿に顔キズがある髭面の人物が数コマのみ登場する。
呼延灼
恰幅がよく髭面。梁山泊に敗れて青州に落ちのびる際、鼻の形が団子型から鉤型に変わる。これも資料不足で得物が硬質の硬鞭（こうべん）ではなくよくしなるムチに変わっている。
花栄
容姿が原作と大幅に異なり、著者の『魔法使いサリー』に登場するキャラのように尖った髪型で髭面。
原作同様に宋江とは呼び捨てしあうかなり親しげな関係である。性格は原作の自信家的な部分にダンディな部分が加えられている。
花栄を葬ろうとした政敵である奸臣の劉高に、顔面に唾を吐かれて宋江とともに冤罪に陥れられるが、燕順らに救助されて自ら劉高を斬り捨てた。
祝家荘討伐の際に朱富（朱貴の弟）とともに密偵となり、祝家荘の連中に梁山泊の密偵と露見されて、朱富と別れて宋江のもとに辛うじて戻って、敵方の合図の提灯を射ち落とす設定となっている（原典では石秀と楊林）。
郷里の青州攻略では、かつての上司で蔡京の従兄弟の慕容知事（原作では慕容彦達で徽宗の妃の慕容貴妃の兄）を射殺した（原作では秦明）。
柴進
筆者の描く紳士の特徴を持つ容姿。原作とほぼ同じ。李逵が柴進邸に居た理由は原作の朱仝との対立を避けるためではなく、林冲と共に諸国を回っていた際に柴進の所へ立ち寄り、その後林冲は仕事のために先に帰り、柴進に引き止められたため李逵だけが滞在を延長したためとされている。
魯智深
日本的な衣装の荒くれ坊主。はじめは渭州の経略府に仕えた軍提轄であった。初登場時は口髭を蓄えた。次第に容姿が微妙に変化した。
肉屋の鄭関西を殺した経緯は原作と同じだが五台山へは向かわず荒れ寺の追い剥ぎを倒したあといきなり東京へ向かって相国寺で出家する。また二竜山入りへの経緯は省略されている（なお、二竜山での仲間の好漢は楊志だけで、武松などは登場しない）。得物である八十一斤（原作では六十二斤）の禅杖は金棒の先に輪を付けたいわゆる錫杖の形で描かれているが、本来は棒の片端に三日月型の刃、もう一方にスコップ型の刃の付いた形で、別名「月牙鏟」である。
北京大名府攻略では、牢に閉じ込められた盧俊義を真っ先に救出した。

武松
精悍な青年と言った容姿。『水滸伝』でも有名な人物にもかかわらず本編には名前すら登場せず、後に外伝が一話立てられている。
外伝と原作の相違点はまず宋江との邂逅が省かれている。兄嫁の潘金蓮は原作より悪女ぶりが強調されていて事件の主犯格になっている。また美人局の王婆さんは登場しない。殺害方法も毒殺による死体の腫れをごまかすため、買収したごろつきに命じて兄の武大にひどい暴行を加えさせそれが死因に見えるようにするなどより周到になっている（本作の武大は妻の浮気には死ぬまで気づいていない）。西門慶に対する仇討ちの舞台は酒屋から西門慶の邸宅に変わっておりそこに居た汚職役人や屋敷の使用人も皆殺しにされており、原作の鴛鴦楼のエピソードと織り交ぜたものとなっている（原典にある自首の場面もなく、人を殺したことによって役人に追われる立場となり、身の置き所は梁山泊しかない描写となっている）。
楊志
青面獣の呼び名のもととなった痣は左半面にべっとりとついており細身で目つきは鋭い。髭は生やしてない。
梁山泊で林冲と遭遇して、東京開封府に戻るも、花石綱運搬の件で失踪したことを高俅に咎められて、官職を罷免された後に、剣を売る際に揉めたゴロツキの牛二を殺害した後、北京へは向かわず、下記の索超と遭遇することもなく、そのまま行方をくらます。
そのため、北京大名府の長官の梁中書（原典では蔡京の娘婿で、北京大名府の知事の梁世傑）の命で、十万貫（生辰綱）護送する途中で、晁蓋一行に奪われる場面は省略され、本作では無名の武官である。
再登場時は、前髪とモミアゲがカールされ、瞳の色が抜けて、いつの間にか魯智深と一緒に二竜山の頭目になっている（武松の登場は省略されている）。
索超
白目に二本の口ひげ。楊志が北京へ行かないため御前試合の場面はなく、後半に梁山泊を迎え撃つため登場。上司の李成の方が目立っており影が薄い（原作での聞達は登場しない）。李成の口から梁山泊に捕らえられた事は言及されるが、梁山泊入りした事には触れられていない。
戴宗
糸目で短身痩躯。髭は生やしてなく、濃い眉とモミアゲが特徴的。原作とほぼ同じく呉用の旧友だが、行動が飄々とした兄貴キャラがさらに強調されている。
江州の牢獄頭を務めた際には上記の奸臣の黄文柄に陥れられて、晁蓋の救助の際に宋江とともに、黄文柄を刺殺した。
劉唐
赤毛で目は前髪で隠されており、『伊賀の影丸』などに登場する忍者と酷似した容姿を持つ。前述の通り作者が公孫勝と混同したせいで最初は妖術使いとして登場、活躍したが後半は原作通り公孫勝が妖術使いとなり、原作の豪傑性も持ち合わせていなかったせいで後半は背景と化してしまった。
李逵
終始「鉄牛」（原作では「李鉄牛」と表記される場合あり）と呼ばれている。本名は初登場時における戴宗の紹介と、項充の外伝での自らの名乗りで触れられるのみである。全身真っ黒で顔の輪郭もパーツも体もでかい。ただし、髭は生やしていない。
原作で時折見せる残虐性はあまり見られず、使者の従者としてついていくが禁を平気で破る、旅先でトラブルを起こし出兵の切っ掛けを作るなど、乱暴で粗忽者だが、情にもろく腕は立つという愛嬌のあるキャラになっており、アクションとギャグの双方で最も目立った活躍を見せている。
原作の祝家荘討伐で祝彪を討ち取る場面は、本作では省略されている。
史進
マンガでは背に9匹の竜を刺青していることから九紋竜の史進と呼ばれることの説明がある。眉太くモミアゲの濃い若者。原作とほぼ同じだが、梁山泊入山の経緯は割愛され、後半は原作以上に影が薄く、容姿が若干変更されている。死亡シーンあり。外伝では項充に敗北する。
穆弘
口ひげを生やした目付き鋭い男。宋江との邂逅シーンは変更され李俊と同時にまとめられている。以後名前しか登場しない。
李俊
顎鬚を生やしマントを羽織った精悍な男。原作どおり宋江と出会うが、それから入山までの活躍は割愛され以降名前しか登場しない。
阮小二・阮小五・阮小七
晁蓋、呉用が定住している地域の郊外の湖畔付近に住む漁師の3兄弟。
髷を結ってはいるがザンバラ髪なのが小二、モミアゲが濃いのが小五、目が大きく側頭部の髪が跳ね上がっているのが小七。原作では小七が一番活躍するが、この作品では小二が最も台詞や出番が多い。小二のみ死亡シーンがある（矢を浴びて戦死しているが、原作では敵に捕まるのを拒んで首を斬って自害している）。
張横・張順
張横は頭巾を被った隻眼の精悍な男、張順は原作通りいなせな若者。原作でも兄の張横より弟の張順が活躍するが、本作ではそれどころか張横は登場シーン以外は名前のみしか登場しない。張順は死亡シーンがある。
石秀
終盤、戦死した好漢の一人として名前が挙がるのみで、本編、外伝ともに出番は皆無である。
解珍・解宝
虎の皮の上着を被っている猟師の兄弟。よく似ているが解宝の方が丸顔になっており描き分けられている。出番や活躍は原作通り。共に針ネズミのように矢を射抜かれる死亡シーンあり。
原作同様に下記の孫立、顧大嫂の親族である。
燕青
瀟洒な色男というよりは、精悍な若者といった容貌。忠僕ではあるが、原作のような万能天才というほど活躍はしない。原作と違い、盧俊義を裏切った李固を一騎討ちで倒し、盧俊義夫人の賈氏を連行した。
朱武
細面で隻眼、顎鬚を蓄え鼻筋のはっきりした壮年の男。神機軍師の渾名には触れられているものの（なぜか「神将軍師」と記されている）並みの山賊といった印象である。
黄信
甲冑姿にぎょろりとした目つき、エラの張った顔が特徴。奸臣・劉高の讒言を信じて、劉高の政敵で友人の花栄と宋江を捕らえて、その護送中に清風山の山賊に奪われてしまった後、原作では上司の秦明が討伐に向かうが、本作では黄信が自ら討伐に向かう。
花栄、宋江の討伐に失敗して、捕虜されたために、逃げ戻った部下が上司の慕容知事（後半とは容貌が変化している）に「黄信は敵に降った」と報告したため、妻子を処刑され、花栄から仲間入りを促される過程も原作での秦明のエピソードに沿っている。
孫立
終始、「孫提轄」と官職で呼ばれているが、登州破獄の際や祝家荘に援軍と偽り乗り込んだ際、孫立という名前にも触れられている。甲冑姿に顎鬚、頬髯を蓄えた精悍な顔立ちの武者。原作では鞭と長槍を使うが、資料不足から穂に枝のついた長槍のみに変更されている。
本作では欒廷玉を討ち取っているが、原作では同門で、討ち取る描写は一切ない。
本作では彼が高廉を討ち取っている（原作では雷横）。
韓滔
甲冑姿で、目元が仮面に覆われている。梁山泊に捕らえられたことは台詞で触れられているが、入山を了承したシーンはない。素顔は最後まで明かされない。最期の場面で死亡シーンあり。
彭玘
甲冑姿、隻眼、目の下や口元に皺が有り、相方の韓滔に比べ年配の印象を受ける。資料不足から武器の三尖両刃刀が長柄の武器ではなく、青竜刀のような形状になっている。
初めは林冲と勝負するが、やがて扈三娘と戦って、捕虜にされた。
最期の場面に死亡シーンあり。
蕭譲・金大堅
宋江を江州から救出するくだりにのみ登場。本作では初めから梁山泊に所属していたことになっている。
欧鵬・馬麟
ともに元黄門山の山賊だが、本作では入山場面は割愛され、祝家荘戦で殿（しんがり）として数コマのみ登場。ともに甲冑姿で、欧鵬は眼光鋭い角張った顔で鼻の頭に吹き出物が見られ、馬麟は細面で顔中に細かな傷がある。
鄧飛
体型は太めで、糸目。祝家荘戦で欒廷玉と一騎討ちし、互角以上に戦うも策にかかり生け捕られる。原作の秦明の代わりを務める。本来秦明の代わりを務めている黄信がすでに捕らえられていたための出演で、以降は登場しない（もっとも原作での鄧飛も秦明を救出しようとして欒廷玉にあっさり生け捕られる）。
燕順
一応、本名は登場するが、渾名の「錦毛虎」で呼ばれる事が多い。ザンバラ髪で恰幅のよい、いかにも山賊といった風貌、性格の男。途中で髪型や、顎鬚、頬髯がなくなるなど顔立ちが微妙に変化している。
凌振
終始「轟天雷」と呼ばれている。原作では髭を生やしている以外は特に容姿に関する記述がなかったが、本作ではでっぷりと太った痘痕だらけの髭なしの醜男にされている。今作では、火砲を発明したのは凌振という事になっており、呼延灼について梁山泊に攻め込んだ時の描写も、原作では砦を一つ吹き飛ばした程度だったのが、こちらでは集中砲火で梁山泊に大被害を与えており、梁山泊参加後はさらに連環筒なる大砲の周りに何十もの小砲を積みガトリング砲のように弾丸を連射する大砲を発明するなど活躍が多い。また大砲が破壊されたことで大きな戦力が失われたことよりも、自らの発明が台無しになったことを嘆くなど、ひたすら火砲の開発に意欲を燃やす技術屋としての性格付けがなされている。
王英
祝家荘編で名前のみ登場（「王矮虎」と呼ばれる）し、扈三娘と結ばれる話もない。燕順が扈三娘に敗れたのに続き、扈三娘に捕らえられた隻眼のナマズ髭の男が彼の可能性がある。
2巻にも、宋江を捕獲して、これを殺害するのを阻止する隻眼のナマズ髭の男が彼の可能性がある。
扈三娘
終始「一丈青」と呼ばれており、時々「一丈青扈三娘」と呼ばれ、「扈三娘」とだけ呼ばれることはない。原作通り美女剣士として登場。ただ、独竜岡三家荘の設定がなくなっているため、扈三娘は扈家荘の令嬢かつ扈成の妹で、祝彪の婚約者ではなく、祝家荘にもともといた女性武芸者の一人となっている。また、梁山泊に入った理由も捕虜になった自分が祝朝奉に見捨てられたためである。前述の通り、王英との結婚譚はなくなっている。原作が大幅に圧縮された結果として唯一のヒロイン的存在で、多少の見せ場があるものの、最期の場面は首を矢に射抜かれる1コマで説明されるのみ。
樊瑞
本編には登場せず、三本ある外伝のうち、一本の主人公を務める。容姿は総髪に、顎鬚を蓄えた堂々とした若者。甲冑の上からオリエント風の赤いマントを纏っている。
外伝では著者の横山によって幼少時の話が書き起こされている。樊瑞は徐州の貧農の子で、重税のカタに家財道具を持ち去ろうとした役人に抵抗した病身の父が、役人に嬲り殺しにされ、単身敵討ちに乗り込むも返り討ちにあい瀕死の重傷を負う。しかし以前から顔見知りだった芒碭山の隠者に助けられ、彼の元で仙術を学ぶ。成人して、隠者が病死した後、妖術を使って横暴な役人を襲撃するようになり、やがて一山の首領となるという筋である。その後梁山泊と戦って公孫勝に敗れ、仲間になるのは同じだが、まるでいいところがなかった原作に比べ、緒戦では梁山泊軍を翻弄するなど活躍の度合いが増している。
孔明・孔亮
白虎山の山賊として呼延灼の青州山賊征伐の段で初登場するため、原作にある富豪の子息兄弟で、宋江から武術を教わり、武松と邂逅するなどの場面はない。ともに特徴的な前髪をしており、兄の孔明は髭面で一回り年配という印象を受け、弟は髭のないスリムな青年である。
項充
本篇には登場せず、三本ある外伝のひとつに登場する。容姿は三日月の飾りが付いた兜を持つ若武者。文庫版の『三国志』、『項羽と劉邦』、『水滸伝』にはおまけとして栞が一枚挿んであるが、文庫版5巻に登場する項充は、外伝の人物にも関わらず特別に栞にデザインされている。
樊瑞同様に特別に横山による幼少時代の話が追加されており、小作料をきつく取りしぼり、母を奪い、幼い弟を死なせた地主を殺害して芒碭山へ向かうという内容になっている。また飛刀の術は幼少のころから得意だった飛礫の術を応用させたことになっており、史進、李逵を破っている。
李袞
芒碭山一味の幹部では、唯一外伝が立てられていない。糸目で鯰髭を生やした寡黙な男である。樊瑞、項充に比べ出番は少ないが、「芒碭山で手ごわいのは首領の樊瑞を除けば、項充、李袞のみ」と説明され、一コマだが丸盾と標槍を振るって奮戦する場面があり、原作どおり実力者と位置づけられている。
李忠・周通
李忠は序盤で史進の昔の棒術師範として登場する際にはナマズ髭の間の抜けた顔をしているが、桃花山の山賊として再登場した際には全く面影のない凶悪な顔つきになっている。相棒の周通の顔立ちが以前の李忠によく似ているのと終盤・原作での李忠の死亡場面で周通が死亡しているため、両者を取り違えた可能性が考えられる。
陳達・楊春
陳達は太めでどんぐり眼の鯰髭、楊春は角張った顔で眉ともみ上げが濃く糸目で厚い唇の持ち主。描写はほぼ原典通りで、最後は二人とも戦死した旨が語られ楊春は死亡場面も描かれている。
宋清
宋江の弟で顔立ちは兄と似ているが若干丸顔で目が大きい。江州の処刑場から逃亡して後、父を梁山泊に迎える段の数コマにのみ登場。本作での読みは「そうせい」ではなく「そうしん」となっている。
楽和
カールした特徴的なもみ上げを持つ細身の青年。原作同様に孫立の妻の弟。
登州破獄の段には登場するものの、なぜか続く祝家荘の段以降姿が見えず。
宋万・杜遷
作中名前は呼称されないが、梁山泊初代首領・王倫の両脇に侍している人物がそれとわかる。ちなみにどちらかの容貌が後述する朱貴のものに入れ替わっている。
鄒淵・鄒潤
登州の段と祝家荘の段にのみ登場。作中は終始、「出林竜」、「独角竜」と呼ばれている。どちらがどちらとは明言されないが、原点の描写と照らし合わせると、坊主頭で鯰髭、頭に傷があり後頭部が突き出ているほうが雛淵、牛角の兜を被った恰幅のよいほうが雛潤とわかる（原作では叔父、甥の親族関係）。
朱貴
登場時はごつい居酒屋の親父風の容姿だったが、再登場した際はちょび髭を生やしたダンディな細面の男に容姿が変わる。林冲の入山や李逵の救出など、梁山泊の下位メンバーの中では登場頻度が際立って高く、宋江も「朱貴殿」と敬称づけで呼んでいる。
朱富・李雲
李雲は、原作同様に朱富の武術の師匠で細面で白目、髭面という容姿、朱富は原典のイメージから離れ兄の朱貴によく似た細身の青年である。本作では薊州における楊雄・石秀らのエピソードが割愛されているため、祝家荘篇の導入では、李逵の救出後に李雲と共に梁山泊に向かう途中で祝家荘に立ち寄り、祝家荘が梁山泊打倒を企んでいることを知るという設定になっている（原典では楊雄と石秀）。また李雲は優れた武芸者とされながらほとんど出番がなかった原典と違い、本作は戦場での活躍も多く描かれる。
一方、朱富のほうは、上記にある祝家荘討伐の際に花栄とともに密偵となり、祝家荘の連中に梁山泊の密偵と露見されて、花栄と別れるも彼は捕虜にされ、祝竜によって城壁で「梁山泊の滅亡を様子を見るがいい」と引きずられる場面がある。
蔡福・蔡慶
兄は肥満体で眉が太く髭無し、弟は痩せ型で口髭を蓄える。柴進からの賄賂を梁中書に渡して盧俊義の助命嘆願するが、原作のように梁山泊入りする場面はない。蔡慶は作中では名前が呼称されない。
李立
原典では凶悪そうな顔立ちと描写されるが、こちらでは小柄で貧相な体格であり、単に意地の悪そうな顔立ち。宋江にしびれ薬を盛って殺そうとするが、相手が宋江であり、もし彼を死なせたら自分が李俊らに殺されるとわかると、号泣して必死に祈りだし、息を吹き返すと抱きついて大喜びするなどオーバーなリアクションが目立つ。なお、作中は名前が呼称されない。
石勇
原典での恐ろしげな描写に反し、丸顔に団子鼻の人のよさそうな容姿。原典と違い、宋家の使用人ということになっており、宋江に手紙を届ける段にのみ登場し、梁山泊入りしたことには触れられていない。
孫新・顧大嫂
孫新はやさ男、顧大嫂も原典でのまさに女傑といった風貌に対し、妙齢の美人に描かれている。孫新は兄の孫立同様に祝家荘の段以降も時折その姿が見受けられる（原作での孫新が元軍人ということは省略されている）。
段景住
描写は原作とほぼ同じ。団子鼻で鯰髭。小心そうな表情で、貧相な外見をしている。

## 登場しない主な好漢

### 天罡星

#### 官軍武将出身の好漢
盧俊義の加入以降に登場した官軍武将出身の好漢は、登場する話自体が省略されてしまい、登場しない者が多い。
- 関勝
- 董平・張清
- 徐寧 - 呼延灼の連環馬を破るためのキーマンだが、彼秘伝の鉤鎌槍は、本作では呉用が発案する。

#### その他
仲間入りするエピソードはそれぞれ姦通や老婆を痛めつけたり、幼児を惨殺するなど児童誌に相応しくない場面があるため省略された可能性がある。
- 李応
- 朱仝
- 雷横 - 本作で高唐州の戦いにおいて高廉を討ち取るのは孫立である。
- 楊雄

### 地煞星
地煞星（下級幹部）72人の多くは登場しない。特筆すべきものを挙げる。
- 楊林 - 祝家荘に潜入する役目は、朱富が代わりを務める。正体が発覚した理由も、数日前に朱富が李雲と共に飯屋を訪れて前述のように祝家荘の梁山泊侵攻の話を聞いたため、飯屋の主人に顔を知られてしまったから、となっている。
- 童威・童猛 - 登場シーンで李俊に付き従う人物は、穆弘、張横に変更されている。
- 曹正 - 本来は魯智深と楊志とともに山賊の頭目を殺して二竜山を乗っ取るが、その経緯が省略されてすでに乗っ取った状態で魯智深と楊志が再登場し、曹正は存在すら省略されている（なお、乗っ取った後に仲間になる武松・施恩・張青・孫二娘も本編には登場しない）。
- 白勝 - 生辰綱強奪の際、護送隊に痺れ酒を振舞う役は阮小五が務めている。

### その他
『水滸伝』において重要な人物であるが、安道全が医者の身でスキャンダル紛いの行為や、安道全の愛人の李巧奴が張順に痺れ薬を盛らした張旺と不倫関係にあったことで、張順がこれを殺して強引に梁山泊に入山させた行為が少年誌に合わなかったために省略されたと思われる。皇甫端に関しては存在が地味でエピソードに乏しかったと思われる。
- 安道全
- 皇甫端

## その他原典との相違
- チンピラ時代の高俅を逮捕するのが王進になっているが、原作では王進ではなく父の王昇である。
- 楊志が牛二を殺した後、行方をくらましてしまうため、北京で梁世傑に気に入られ索超と対戦したり、梁世傑の岳父の蔡京への生辰綱の護送を命令され、晁蓋らに襲われるなどの逸話がない。
- 武十回（武松が活躍する部分）が本伝では省略されており、後に外伝で前半部（潘金蓮・西門慶殺し）のみ執筆されたが、後半部（鴛鴦楼の惨殺から武松と宋江の再会まで）は省略されているため、孔明・孔亮などの好漢は、後の呼延灼青州盗賊征伐の段ではじめて登場する。
- 薊州における楊雄・石秀らの逸話が省略されているため、祝家荘の登場場面では代わりに李雲・朱富が活躍する。
- 原作百二十回本で詳細に記述される遼国遠征・田虎・王慶・方臘征伐はあらすじのみに簡略化されている。
- その一方、単行本7巻の終盤に登場する髭面の遼国の国主が登場するが、その名は触れていない。彼は高俅・蔡京・童貫・楊戩ら宋国の四大臣に賄賂を贈って、和睦して梁山泊の攻撃を止めさせているのは、原典に忠実である（原典では遼の国主は耶律輝で、配下に都統軍の兀顔光がいると記されている）。
- 原作では、方臘征伐で多くの仲間を失った後も悲惨な最期を迎える好漢が多く、陰鬱な終幕を迎える。それに対し、本作では原作通りに多くの仲間を失うものの、道君皇帝に功績を認められ、佞臣は叱りを受け、李逵の発言を皇帝が「よく覚えておく」と褒めたたえ、褒賞を得るところで物語が終わり、一応のハッピーエンドとなっている。ナレーションでは「その後任官されてからのエピソードはまだ残っている。しかしこの水滸伝はここで終わる」と語られている。

## 書籍
発売日・ISBNの順。

### 文庫版
全6巻。
1. 2002年1月25日 ISBN 978-4-267-01621-9
2. 2002年3月25日 ISBN 978-4-267-01622-6
3. 2002年5月25日 ISBN 978-4-267-01623-3
4. 2002年7月25日 ISBN 978-4-267-01624-0
5. 2002年9月25日 ISBN 978-4-267-01625-7
6. 2002年11月25日 ISBN 978-4-267-01626-4

### 決定版
B6判。全6巻刊行。
1. 2011年3月5日 ISBN 978-4-267-90556-8
2. 2011年4月5日 ISBN 978-4-267-90557-5
3. 2011年5月6日 ISBN 978-4-267-90558-2
4. 2011年6月4日 ISBN 978-4-267-90559-9
5. 2011年7月5日 ISBN 978-4-267-90560-5
6. 2011年8月5日 ISBN 978-4-267-90561-2

## 映像化

### テレビドラマ
- 『水滸伝』（1973年10月 - 1974年3月）
  - 漫画を原案とするテレビドラマ。

### アニメ
- 『ジャイアントロボ THE ANIMATION -地球が静止する日』（1992年 - 1998年）
  - スター・システムにより、戴宗、鉄牛、呉用、一清道人、楊志、黄信、花栄、解珍、解宝、阮少二、阮少五、阮少七、呼炎灼、樊瑞、韓滔（残月）、周通、李忠などが、ビジュアルはほぼ原作どおりだが、超人的な力を持つキャラクターとして登場する。